# Paul Levesque
Paul Michael Levesque, född  27 juli 1969 i Nashua, New Hampshire, är en amerikansk före detta fribrottare mer känd under artistnamnet Triple H (Hunter Hearst Helmsley). Levesque är anställd av World Wrestling Entertainment där han sedan 2013 är ansvarig för brottarna, Livesändningar och kreativ ledning samt är grundare av och huvudproducent för NXT, WWE:s sammanslutning för unga talanger
Levesque inledde sin fribrottningskarriär 1992 under ringnamnet Terra Ryzing hos International Wrestling Federation (IWF). Två år senare, 1994, gick han över till World Championship Wrestling (WCW) där han fick ny image som den fransk-kanadensiska aristokraten Jean-Paul Lévesque. År 1995 flyttade han till World Wrestling Federation (WWF, nuvarande WWE) där han tog namnet Hunter Hearst Helmsley och senare Triple H. Han grundade 1997 det inflytelserika brottarstallet D-Generation X, som skulle bli tongivande under WWF:s "attitude" era. Efter att Triple H vann sitt första WWF mästerskap och gifte sig med Stephanie McMahon som en del av kayfabe säkrade han sin plats som en av de största fribrottarna inom WWE. Enligt Pro Wrestling Torch betraktades han som en av de bästa fribrottarna i Nordamerika vid millennieskiftet.
Efter att han gift sig med Stephanie McMahon på riktigt år 2003 blev han en del av familjen McMahon, huvudägarna till WWE. Sedan 2011 har han uppträtt mer sällan i ringen, men istället fått en större roll bakom kulisserna. Under sin karriär har han vunnit sammanlagt 25 titlar, bland annat har han varit WWF/WWE Mästare nio gånger samt WWE Tungviksmästare fem gånger. Han vann "King of the Ring"-turneringen 1997 och Royal Rumble både 2002 och 2016. Hans sammanlagda 14 världsmästerskap ger honom en tredjeplats någonsin, enbart Ric Flair och John Cena har vunnit fler. Han har varit dragplåster till Wrestlemania sju gånger.
Levesque har även spelat rollen som vampyren Jarko Grimwood i filmen Blade: Trinity.